# خانواده هموپکسین
خانواده هموپکسین (انگلیسی: Hemopexin family) یک خانوادهٔ پروتئینی تکامل‌یافته‌است. این تکرارهای پروتئینی در ویترونکتین و برخی اعضای خانوادهٔ «متالوپروتئینازهای ماتریکس» موسوم به «ماتریکسین‌ها» دیده می‌شود.
هموپکسین با عدد گروه آنزیمی «۳.۲.۱.۳۵» یک گلیکوپروتئین سرمی است که به «هم» متصل شده و آنرا به داخل کبد انتقال می‌دهد تا تجزیه شده و آهنش جدا شود. پس از جداسازی آهن، هموپکسینِ آزاد، مجدداً به جربان خون بازمی‌گردد. هموپکسین همچنین از استرس‌های اکسیداتیو «هم» جلوگیری می‌کند.